# Combat de Dolores
Guerre civile chilienne de 1891
Batailles
- Zapiga
- Alto Hospicio
- Punitaqui
- Pisagua
- Dolores
- Huara
- Pozo Almonte
- Calderilla (naval)
- Concón
- Placilla

Le combat de Dolores ou de San Francisco est livré le 19 novembre 1879 pendant la guerre civile chilienne de 1891, lors de la campagne du nord.

## Déroulement
Afin de reprendre Pisagua tombée aux mains des rebelles congressistes après une dure bataille le 6 février précédent, une colonne gouvernementale commandée par le colonel Robles quitte Iquique le 14, par chemin de fer. Les congressistes commandés par le colonel Del Canto, retranchés dans les collines qui surplombent Dolores, lui barrent la route. Le 15 février à 15 heures, les forces adverses s'affrontent et, à la suite de trois heures de combat, les gouvernementaux, en infériorité numérique, sont mis en déroute après avoir perdu la moitié de leurs effectifs.

## Sources
- (en) Salvatore Bizzarro, Historical dictionary of Chile, Metuchen, N.J, Scarecrow Press, coll. « Latin American historical dictionaries » (no 7), 1972, 309 p. (ISBN 978-0-810-80497-5)
- (en) Robert L. Scheina, Latin America's wars, vol. 1 : The age of the Caudillo, 1971-1899, Washington, D.C, Brassey's, Inc, 2003, 569 p. (ISBN 978-1-574-88450-0 et 978-1-574-88449-4)
- (es) Agustín Toro Dávila, Síntesis histórico militar de Chile, Santiago de Chile, Editorial Universitaria, coll. « Imagen de Chile », 1988, 3e éd., 374 p. (ISBN 978-8-483-40256-6)